# Earl Leaf
Earl Leaf (* 1905 in Seattle; † 5. Februar 1980 in Los Angeles) war ein US-amerikanischer Fotograf, der durch seine Starfotografien bekannt wurde.

## Leben
Leaf wuchs in San Francisco auf. Bevor er anfing als Fotograf zu arbeiten, hielt er sich mit zahlreichen Nebenjobs wie Cowboy, Seemann oder Erntehelfer über Wasser. Als Journalist für die United Press Associations ging Leaf 1936 nach China, fotografierte und berichtete über den zweiten Japanisch-Chinesischen Krieg, es gelang ihm Mao Zedong zu interviewen.
1940 wurde Leaf in New York von der chinesischen Regierung als Berater des Central Publicity Board eingesetzt.
1949 zog Leaf nach Hollywood und begann seine Arbeit als Fotograf. Seine erste Fotoserie mit der Schauspielerin Cleo Moore sorgte für Aufsehen, Leaf fotografierte Moore knapp bekleidet in ihrem eigenen Haus. Es folgten zahlreiche Aufnahmen für aufstrebende Stars wie Marilyn Monroe, mit der Leaf eine persönliche Freundschaft verband, Clint Eastwood und Grace Kelly.
In den frühen 50er Jahren war Earl mit seinem Stil, nicht im Studio zu arbeiten etabliert, er arbeitete mit der Prominenz Hollywoods wie Humphrey Bogart, Marlon Brando, John Wayne und Frank Sinatra.
Es folgten zahlreiche Fotoserien mit Elvis Presley, Ricky Nelson, Eva Lynd, Natalie Wood, Jayne Mansfield, Debbie Reynolds, Joan Bradshaw und The Beatles.
Im Rahmen seiner Arbeiten für das von Capitol Records herausgegebene Jugendmagazin Teen Set gab es eine freundschaftliche Zusammenarbeit mit den Beach Boys. Auf dem Album The Beach Boys Today! wurde unter dem Titel Bull Sessions with "Big Daddy" ein Interviewauszug zwischen Leaf und den Beach Boys veröffentlicht.
Leaf verstarb im Alter von 75 Jahren am 5. Februar 1980 in Los Angeles.

## Werke
- Isles of Rythm, A. S. Barnes and Company, 1948, Neuauflage 2013, ISBN 9781258776220
- My Fair and Frantic Hollywood by Earl Leaf (englisch), Peterson Publishing 1962
- The Beatles Book by Earl Leaf, Petersen Publishing, 1964
- Marilyn from Beginning to End, Blandford Press, 1997, ISBN 9780713726862